# メレート・ディ・トンバ
メレート・ディ・トンバ（伊: Mereto di Tomba）は、イタリア共和国フリウリ＝ヴェネツィア・ジュリア州ウーディネ県にある、人口約2,500人の基礎自治体（コムーネ）。

## 地理

### 位置・広がり

#### 隣接コムーネ
隣接するコムーネは以下の通り。
- バジリアーノ
- コドローイポ
- パジアーン・ディ・プラート
- コゼアーノ
- ファガーニャ
- サン・ヴィート・ディ・ファガーニャ
- セデリアーノ

### 気候分類・地震分類
メレート・ディ・トンバにおけるイタリアの気候分類 (it) および度日は、zona E, 2292 GGである。
また、イタリアの地震リスク階級 (it) では、zona 2 (sismicità media) に分類される。

## 行政

### 分離集落
メレート・ディ・トンバには、以下の分離集落（フラツィオーネ）がある。
- Pantianicco, Plasencis, San Marco, Tomba

## 姉妹都市
- オッペアーノ、イタリア